# Martina Augustin
Martina Augustin (1969) è un'ex sciatrice alpina tedesca.
Fino alla riunificazione tedesca (1990) gareggiò per la nazionale tedesca occidentale.

## Biografia
La Augustin debuttò in campo internazionale in occasione dei Mondiali juniores di Bad Kleinkirchheim 1986 e l'ultimo risultato della sua carriera agonistica fu la medaglia di bronzo vinta nello slalom gigante ai Campionati tedeschi 1991. Non ottenne piazzamenti di rilievo in Coppa del Mondo né prese parte a rassegne olimpiche o iridate.

## Palmarès

### Campionati tedeschi
- 1 medaglia (dati parziali fino alla stagione 1985-1986)[1]:
  - 1 bronzo (slalom gigante nel 1991)